# Riedenburg
Riedenburg är en stad i Landkreis Kelheim i Regierungsbezirk Niederbayern i förbundslandet Bayern i Tyskland vid floden Altmühl. I närheten ligger borgen Rosenburg samt ruinerna Rabenstein och Tachenstein. Riedenburg har cirka 6 000 invånare.